# Championnat d'Afrique masculin de volley-ball 1993
Navigation
Championnat d'Afrique 1991 Championnat d'Afrique 1995
Le 9e championnat d'Afrique masculin de volley-ball s'est déroulé en 9 au 16 septembre 1993 à Alger, Algérie. Il a mis aux prises les dix meilleures équipes continentales.

## Équipes engagées
- Afrique du Sud
- Algérie
- Botswana
- Côte d'Ivoire
- Égypte
- Ghana
- Kenya
- RD Congo
- Seychelles
- Tunisie

## Résultats
Finale
- Algérie bat  Tunisie 3-0 (15-8, 15-1, 15-8)

Matchs pour la 3e place
- Égypte bat  Seychelles 3-0 (15-4, 15-5, 16-14)

## Classement final
| Place              | Équipe         |
| ------------------ | -------------- |
| Médaille d'or      | Algérie        |
| Médaille d'argent  | Tunisie        |
| Médaille de bronze | Égypte         |
| 4                  | Seychelles     |
| 5                  | Maroc          |
| 6                  | RD Congo       |
| 7                  | Kenya          |
| 8                  | Afrique du Sud |
| 9                  | Côte d'Ivoire  |
| 10                 | Botswana       |

## Sources
- Le Matin n°526 du samedi 18 septembre 1993, page 22 : finale et matchs de classements pour la 3e place et 5e place.